# Liste der Monuments historiques in Charmes (Allier)
Die Liste der Monuments historiques in Charmes (Allier) führt die Monuments historiques in der französischen Gemeinde Charmes auf.

## Liste der Bauwerke
| Bezeichnung                                 | Beschreibung          | Standort           | Kennzeichnung | Schutzstatus | Datum | Bild |
| ------------------------------------------- | --------------------- | ------------------ | ------------- | ------------ | ----- | ---- |
| Ehemalige Abtei (Fotos in der Base Mérimée) | Erbaut im Mittelalter | Pont-Ratier (Lage) | PA00093045    | Inscrit      | 2001  |      |

## Liste der Objekte
- Monuments historiques (Objekte) in Charmes in der Base Palissy des französischen Kultusministeriums